# Bussus-lès-Yaucourt
Bussus-lès-Yaucourt ist eine nordfranzösische Gemeinde mit 553 Einwohnern (Stand: 1. Januar 2022) im Département Somme in der Region Hauts-de-France. Die Gemeinde gehört zum Arrondissement Abbeville und ist Mitglied im Gemeindeverband Communauté de communes Ponthieu-Marquenterre.
Sie entstand mit Wirkung vom 1. Januar 2025 als Commune nouvelle durch Zusammenlegung der bis dahin selbstständigen Gemeinden Bussus-Bussuel und Yaucourt-Bussus, die fortan den Status als Communes déléguées besitzen. Der Verwaltungssitz befindet sich in Bussus-Bussuel.

## Gemeindegliederung
| Commune déléguée                 | Ehemaliger INSEE-Code | PLZ   | Fläche (km²) | Einwohnerzahl (2022) |
| -------------------------------- | --------------------- | ----- | ------------ | -------------------- |
| Bussus-Bussuel (Verwaltungssitz) | 80155                 | 80135 | 8,16         | 306                  |
| Yaucourt-Bussus                  | 80830                 | 80135 | 7,03         | 247                  |

## Geografie
Bussus-lès-Yaucourt liegt etwa 12 Kilometer östlich von Abbeville und etwa 32 Kilometer nordwestlich von Amiens in der Région naturelle des Ponthieu. Das Gemeindegebiet befindet sich im Regionalen Naturpark Baie de Somme Picardie Maritime. Es besitzt außer einem zeitweise trockenfallenden und im weiteren Verlauf versickernden Bach keine weiteren Fließgewässer. Das Zentrum befindet sich auf einer Höhe von etwa 46 m im Trockental Vallée Haguette Das Bodenniveau steigt von 35 m nach Norden hin bis 110 m, an der Grenze zur Nachbargemeinde Ailly-le-Haut-Clocher im Süden bis 112 m an.
Umgeben wird Bussus-lès-Yaucourt von den sechs Nachbargemeinden:
| Saint-Riquier | Oneux                                       | Maison-Roland |
|               | Kompassrose, die auf Nachbargemeinden zeigt | Domqueur      |
| Buigny-l’Abbé | Ailly-le-Haut-Clocher                       |               |

## Sehenswürdigkeiten
| Name                       | Ort             | Bemerkungen     | Bild |
| -------------------------- | --------------- | --------------- | ---- |
| Kirche Saint-Michel        | Bussus-Bussuel  | 19. Jahrhundert |      |
| Kapelle von Hémimont       | Bussus-Bussuel  | 16. Jahrhundert |      |
| Windmühle Vaillant-Tellier | Bussus-Bussuel  | 17. Jahrhundert |      |
| Kirche Saint-Michel        | Yaucourt-Bussus | 19. Jahrhundert |      |
| Schloss Yaucourt           | Yaucourt-Bussus | 17. Jahrhundert |      |

## Sport und Freizeit
Der GR 123, ein 244 Kilometer langer Fernwanderweg von Contes (Département Pas-de-Calais) nach Carlepont (Département Oise), durchquert das Gemeindegebiet von Nordwest nach Süd.

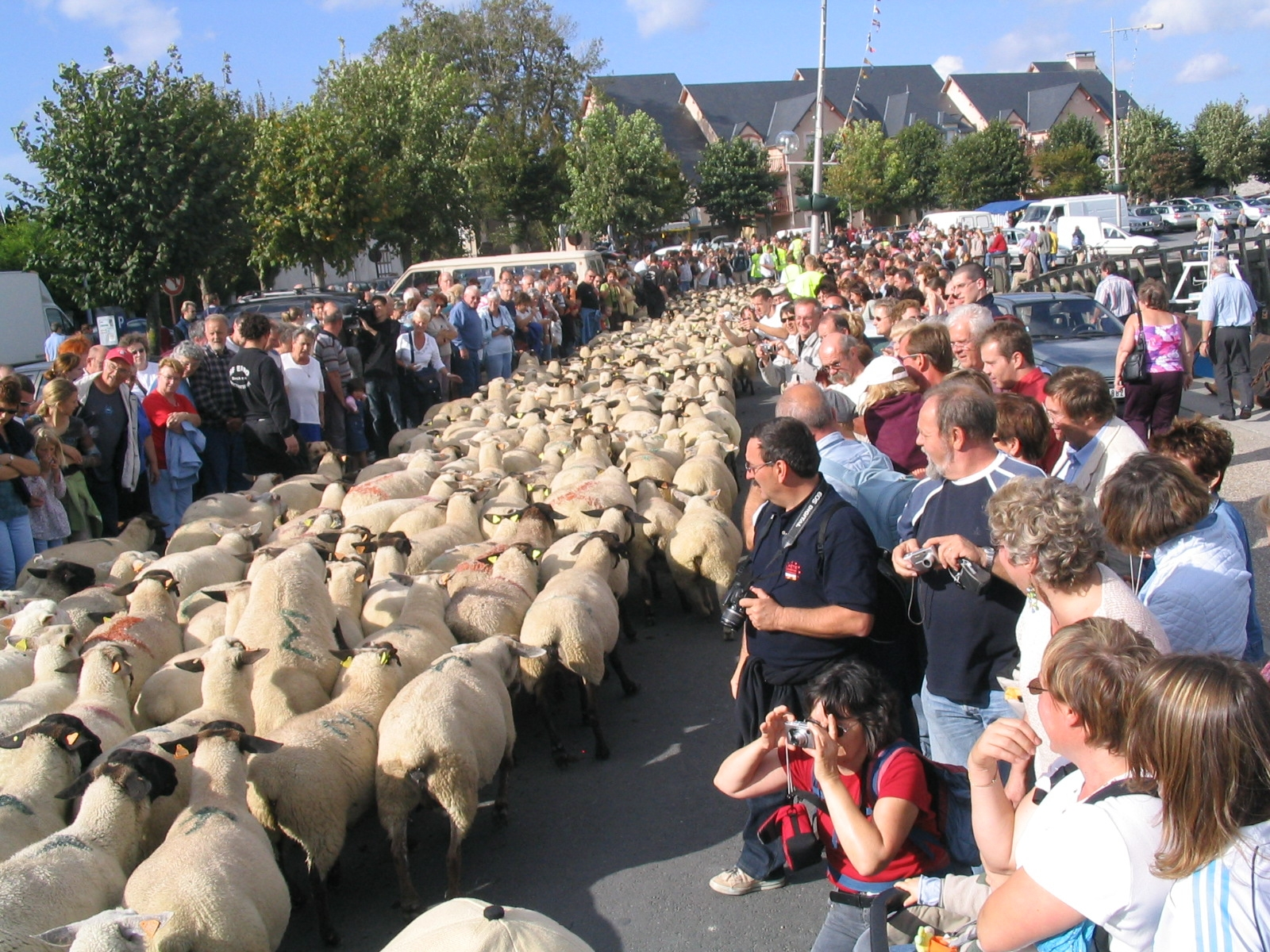
Trieb von Prés-salés de la baie de Somme

## Wirtschaft
Bussus-lès-Yaucourt liegt in der Zone AOC des Fleisches von vier bis zwölf Monate alten Lämmern, die in den Salzwiesen an der Somme aufgezogen werden, sogenannten Prés-salés de la baie de Somme.

## Verkehr
Die Gemeinde liegt fernab von größeren Verkehrsachsen. Die Departementsstraße D 32 führt im Nordwesten nach Rue über Saint-Riquier, im Süden nach Ailly-le-Haut-Clocher. Nachgeordnete Departementsstraßen und lokale Landstraßen verbinden die beiden Ortsateile miteinander und mit weiteren Nachbargemeinden.